# Eduard Wiiralt
Eduard Wiiralt   (Kalitino, 20 de març de 1898 - París, 8 de gener de 1954) va ser un conegut artista gràfic estonià. En història de l'art, Wiiralt és considerat com el mestre més notable de l'art gràfic estonià de la primera meitat del seu segle. Les seves obres més conegudes inclouen Inferno, Infern, Cabaret, Caps de negres, Tigre adormit i Cap de camell.

## Biografia
Eduard Wiiralt va néixer a Kalitino Manor, Tsarskoselski Uiezd, governació de Sant Petersburg, fill dels servents de la finca Estoniana, Anton i Sophie-Elisabeth Wiiralt. El 1909, la família es va traslladar a Estònia, on el pare treballava a la finca Varangu al comtat de Järva. Als 17 anys, Wiiralt va ingressar a l’Escola d'Art Aplicat de Tallinn. Allà un dels seus professors va ser el pintor i dibuixant estonià Nikolai Triik, que va exercir una forta influència en l'obra del jove artista. Wiiralt no es va graduar, però, a causa de l'inici de l'ocupació i la revolució alemanyes.
Wiiralt va continuar els seus estudis a Tartu a l'escola d'art de Pallas, treballant a l'estudi d'escultura d’Anton Starkopf el 1919. Allà els ensenyaments en l'art del gravat es guiaven pels manuals i les obres dels antics mestres. Això va influir en la seva tècnica artística fins i tot en els seus últims anys. Els estudis es van veure interromputs per la seva participació en la Guerra d'Independència d'Estònia. El 1922–1923, Wiiralt va continuar els seus estudis com a becari de Pallas, a l'Acadèmia d'Art de Dresden a Alemanya, sota la supervisió del professor Selmar Werner. En les seves obres d'aquell període es pot observar una certa influència de l'expressionisme alemany. Wiiralt va tornar a Tartu a la tardor de 1923. L'any 1924 es va graduar al Departament d'Arts Gràfiques de l'escola d'art Pallas dirigint el seu estudi gràfic durant l'any següent.
Va anar a París el 1925 i hi va viure gairebé sense interrupcions fins al 1938. A París va crear el seu gravat Hell. L'any 1937 l'Exposició Gràfica Internacional de Viena el va reconèixer com el principal gravador d'Europa, homenatjant-lo amb la seva medalla d'or. De juliol de 1938 a febrer de 1939 va viure i treballar a Marràqueix al Marroc, tornant l'any següent a la seva terra natal, Estònia.

## Vida i mort posteriors

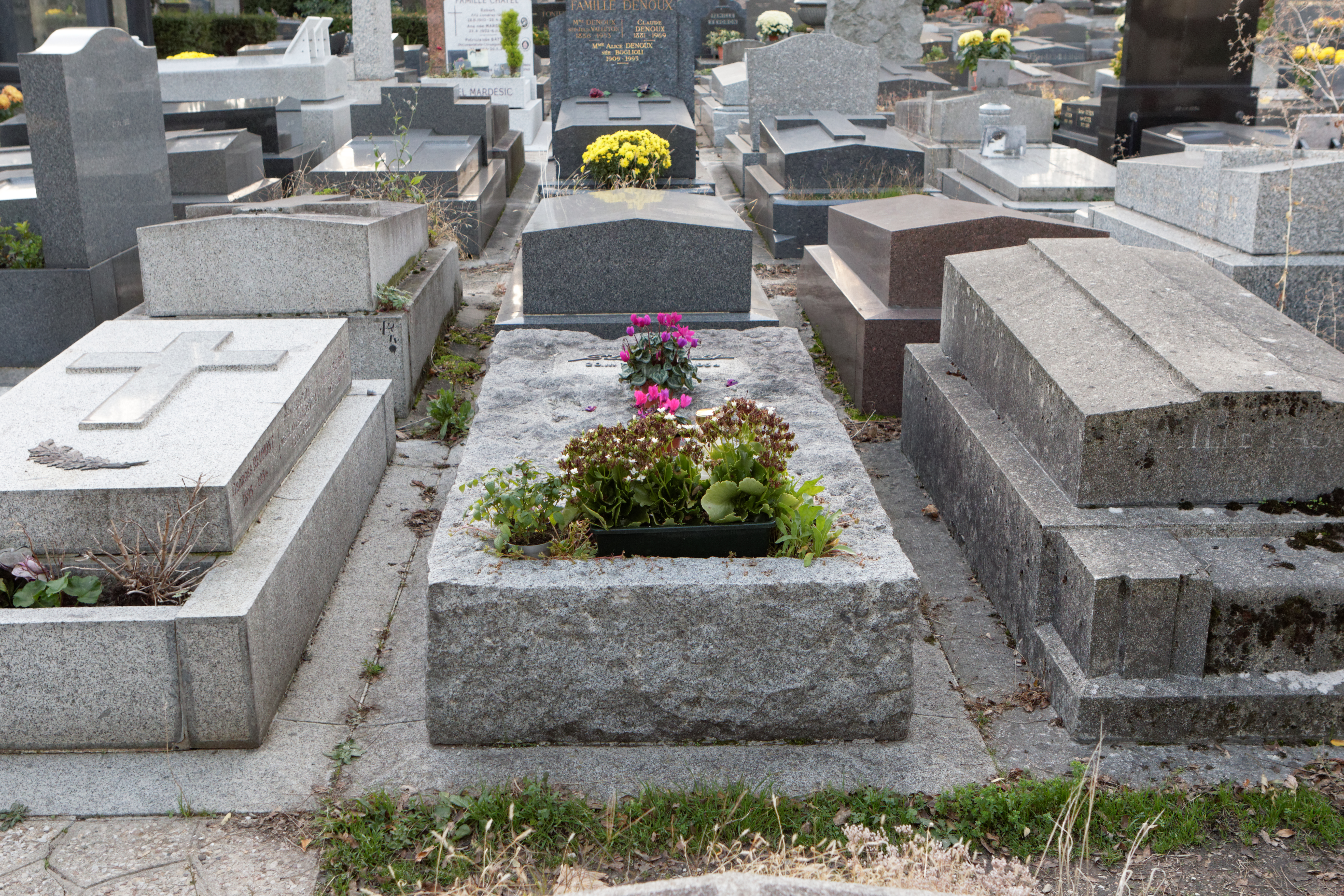
La tomba de Wiiralt al cementiri del Père-Lachaise a París

Va sobreviure a la Segona Guerra Mundial a Estònia. El 1944, va intentar tornar a París, però la guerra el va portar a Alemanya i més tard a Suècia. No va ser fins a la tardor de 1946 que va tornar a arribar a París. Al final, va viure a la part sud de la ciutat, Sceaux, al carrer Houdan 61. Eduard Wiiralt va morir als 55 anys a París, a l'hospital de Danncourt a causa d'un càncer gàstric i va ser enterrat al Cementiri del Père-Lachaise el 12 de gener de 1954.

## Obres

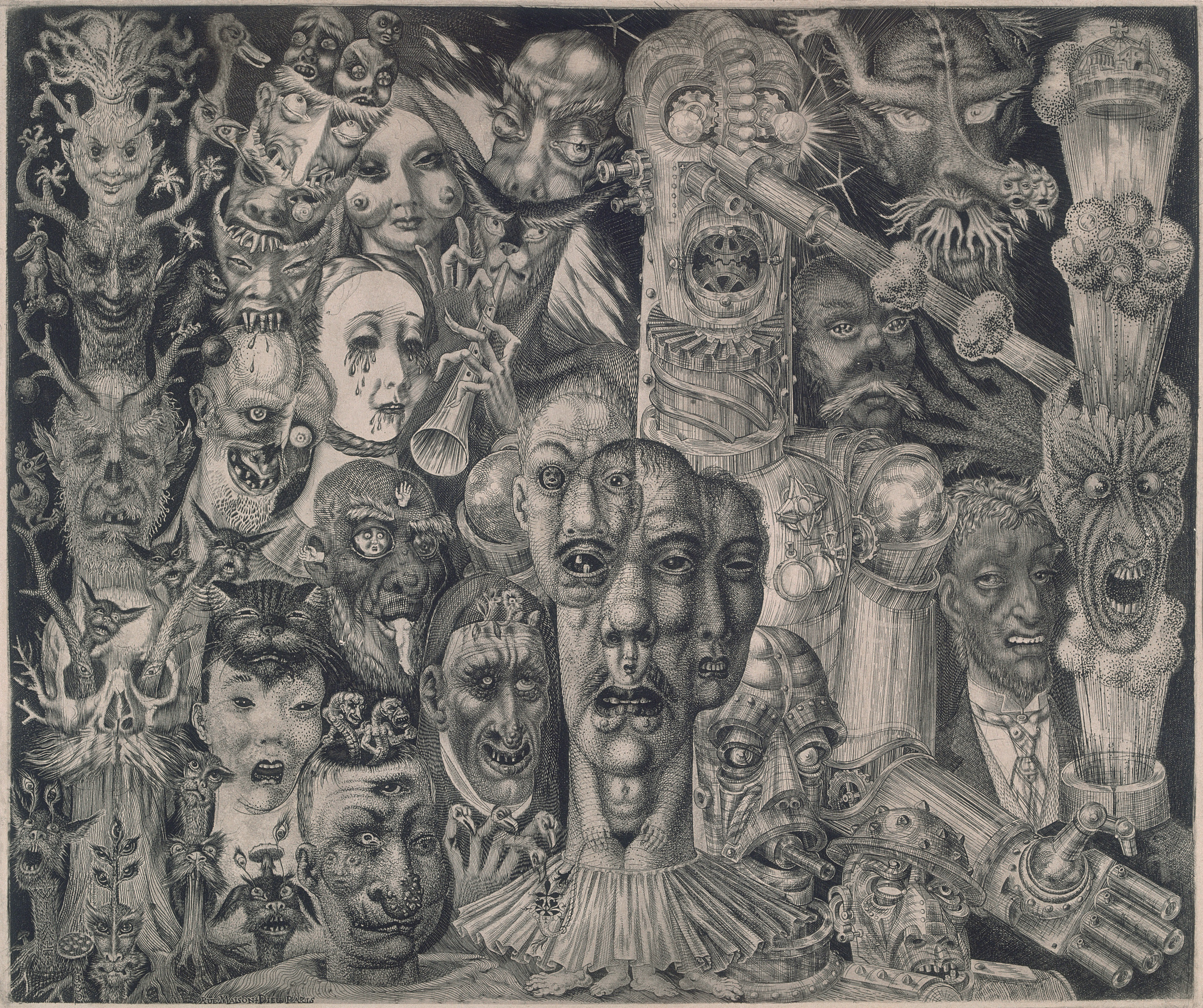
Hell d'Eduard Wiiralt

### L'infern
L'infern és un aiguafort de 1932. La impressió és de 39,4 x 46,8 cm. Es troba a la col·lecció del Museu d'Art d'Estònia (o Eesti Kunstimuuseum). Utilitzant la tècnica de gravat dels vells mestres, l'estampa mostra la foscor de l'opressió i l'estranyament social.

## Col·leccions
L'obra de Wiiralt està representada en diverses col·leccions tant a Europa com a Amèrica, com ara: alguns museus de París, l’Albertina de Viena, la Kunsthalle d'Hamburg, el Cabinet des Estampes d’Anvers, el Kupfertsichkabinett de Berlín, la Divisió d'Estampats de la Biblioteca Pública de Nova York, el Museu Nacional d'Estocolm, el Museu d'Art de Moscou de l'Oest i la Calografia Nationale de Roma. Això inclou un gravat que va començar el 1932 anomenat Hell, que actualment es troba a la col·lecció de l'Eesti Kunstimuuseum. S'ha dit que aquesta obra s'assembla a l'estil i l'habilitat dels mestres del passat, la qual cosa va donar lloc a les representacions dels aspectes més foscos i les pors de la naturalesa humana i de l'infern de l'opressió social.
La seva obra completa consta d'uns 450 gravats, aiguaforts, xilografies i litografies. Va ser Societaire del Salon d'Automne i del Salon des Independents de París, i membre d'honor de la Royal Society of Etchers and Gravers de Londres.